# Ryan McDonald
Ryan James McDonald né le 5 août 1984 à New Westminster en Colombie-Britannique au Canada, est un acteur canadien.

## Filmographie

### Cinéma
- 2005: The Ballad of Jack and Rose
- 2005: Terry
- 2009: Les Vies privées de Pippa Lee (The Private Lives of Pippa Lee)
- 2009: 2012
- 2021: On the Count of Three de Jerrod Carmichael : Brian

### Télévision
- 2005: Les Maîtres de l'horreur: Boxx dans la danse des morts
- 2009-2012: Fringe: Brandon, un scientifique de Massive Dynamic
- 2010: Psych : Enquêteur malgré lui
- 2011: Le Visage d'un prédateur
- 2014: Warehouse 13 : Fin de bail  (saison 5 épisode 6)  : Jonah Roth
- 2014 : Rookie Blue : Selfie  (saison 5 épisode 2)  : Ray Spencer
- 2015: Saving Hope, au-delà de la médecine : Un beau programme  (saison 3 épisode 16)  : Travis
- 2017: Supernatural : Black Bill  (saison 12 épisode 18)  : Pete Garfinkle
- 2018: Bad Blood : Reggie Ross
- 2018: The Magicians : Le Conte des sept clés  (saison 3 épisode 1)  : Bacchus
- 2019: The Magicians : Bacchus :
  - En quête de mémoire  (saison 4 épisode 2) 
  - L'ours porte-malheur  (saison 4 épisode 3)
- 2020: Condor : Graves (saison 2 épisodes 1, 2 et 6)